# 山背村
山背村（やませむら）は、神奈川県淘綾郡・中郡に存在した村。「やましろむら」とも呼ばれ、平塚市立山城中学校にその名をとどめる。

## 地理
- 山 ： 高麗山
- 河川 ： 花水川、河内川

## 歴史

### 村名の由来
高麗山の背後に位置したことから。

### 沿革
- 1889年（明治22年）4月1日 - 町村制施行により、出縄村、山下村、万田村、高根村が合併して淘綾郡山背村が発足。
- 1896年（明治29年）4月1日 - 郡制施行のため淘綾郡が大住郡と統合され、所属郡が中郡に変更[1]。
- 1909年（明治42年）4月1日 - 小中村と合併して旭村となり消滅。
- 1954年（昭和29年）7月15日 - 旭村が平塚市へ編入される。